# Dichorisandra
Genre
Classification APG III (2009)
Dichorisandra est un genre de plantes appartenant à la famille des Commelinaceae comportant 38 espèces, dont deux souvent commercialisées comme plantes ornementales de serre ou d'appartement.
- Dichorisandra reginae
- Dichorisandra thyrsiflora ou gingembre bleu pour les anglo-saxons

Ces plantes sont des vivaces persistantes et vigoureuses dont les tiges sont molles. À l'état sauvage, elles poussent dans les régions boisées tropicales d'Amérique.
Les feuilles sont linéaires à elliptiques, disposées en spirales sur deux rangées. Les fleurs sont angulaires, en forme de coupe, de type 3 ; trois sépales et trois pétales de taille inégale, de couleur bleu vif, parfois blanc. Les fruits sont charnus et de couleur rouge-orangé.
Principaux ennemis : les cochenilles farineuses.

## Liste d'espèces
Selon World Checklist of Selected Plant Families (WCSP) (16 Jul 2010) :
- Dichorisandra acaulis Cogn. (1894)
- Dichorisandra alba Seub. & Warm. (1872)
- Dichorisandra amabilis J.R.Grant (2000)
- Dichorisandra angustifolia L.Linden & Rodigas (1892)
- Dichorisandra begoniifolia Kunth (1843)
- Dichorisandra bonitana Philipson (1956)
- Dichorisandra densiflora Ule (1908 publ. 1909)
- Dichorisandra diederichsanae Steyerm. (1973)
- Dichorisandra fluminensis Brade (1957)
- Dichorisandra foliosa Kunth (1843)
- Dichorisandra gaudichaudiana Kunth (1843)
- Dichorisandra glaziovii Taub. (1890)
- Dichorisandra gracilis Nees & Mart. (1823)
- Dichorisandra hexandra (Aubl.) Standl. (1925)
- Dichorisandra hirtella Mart. (1830)
- Dichorisandra incurva Mart. (1830)
- Dichorisandra interrupta Mart. (1830)
- Dichorisandra leucophthalmos Hook. (1853)
- Dichorisandra macrophylla Gleason (1932)
- Dichorisandra micans C.B.Clarke (1881)
- Dichorisandra mosaica Linden ex K.Koch (1866)
- Dichorisandra neglecta Brade (1957)
- Dichorisandra oxypetala Hook. (1827)
- Dichorisandra paranaensis D.Maia, Cervi & Tardivo (2006)
- Dichorisandra penduliflora Kunth (1843)
- Dichorisandra perforans C.B.Clarke (1881)
- Dichorisandra picta Lodd. (1831)
- Dichorisandra procera Mart. (1830)
- Dichorisandra puberula Nees & Mart. (1823)
- Dichorisandra pubescens Mart. (1830)
- Dichorisandra radicalis Nees & Mart. (1823)
- Dichorisandra reginae (L.Linden & Rodigas) H.E.Moore (1957)
- Dichorisandra rhizophya Mart. (1830)
- Dichorisandra saundersii Hook.f. (1875)
- Dichorisandra tenuior Mart. (1830)
- Dichorisandra thyrsiflora J.C.Mikan (1820)
- Dichorisandra ulei J.F.Macbr., (1931)
- Dichorisandra villosula Mart. (1830)

Selon NCBI (16 Jul 2010) :
- Dichorisandra hexandra
- Dichorisandra thyrsiflora

## Espèces aux noms synonymes, obsolètes et leurs taxons de référence
Selon World Checklist of Selected Plant Families (WCSP) (4 septembre 2012) :
- Dichorisandra affinis Mart. , (1830)  = Dichorisandra hexandra (Aubl.) Standl. (1925)
- Dichorisandra albomarginata Linden, (1868) = Tradescantia zanonia  (L.) Sw., (1788)
- Dichorisandra albomarginata var. marginata (Schltdl.) C.B.Clarke ,  (1881) = Dichorisandra hexandra (Aubl.) Standl. (1925)
- Dichorisandra aubletiana Schult. & Schult.f.  , (1830), nom. illeg. = Dichorisandra hexandra (Aubl.) Standl. (1925)
- Dichorisandra aubletiana var. affinis (Mart.) C.B.Clarke ,  (1881) = Dichorisandra hexandra (Aubl.) Standl. (1925)
- Dichorisandra aubletiana var. intermedia (Mart.) C.B.Clarke , (1881) =   = Dichorisandra hexandra (Aubl.) Standl. (1925)
- Dichorisandra aubletiana var. ovata (Mart.) C.B.Clarke  , (1881) = Dichorisandra hexandra (Aubl.) Standl. (1925)
- Dichorisandra aubletiana var. persicariifolia C.B.Clarke  , (1881) = Dichorisandra hexandra (Aubl.) Standl. (1925)
- Dichorisandra discrepans Hassk., (1870) = Dichorisandra gaudichaudiana Kunth (1843)
- Dichorisandra ehrenbergiana Klotzsch ex C.B.Clarke , (1881) = Thyrsanthemum floribundum  (M.Martens & Galeotti) Pichon, (1946)
- Dichorisandra gaudichaudiana var. burchellii C.B.Clarke , (1881) = Dichorisandra gaudichaudiana Kunth (1843)
- Dichorisandra gaudichaudiana var. induta C.B.Clarke  , (1881) = Dichorisandra gaudichaudiana Kunth (1843)
- Dichorisandra hexandra var. persicariifolia (C.B.Clarke) J.F.Macbr., (1931) = Dichorisandra hexandra (Aubl.) Standl. (1925)
- Dichorisandra inaequalis C.Presl, (1835) = Dichorisandra hexandra (Aubl.) Standl. (1925)
- Dichorisandra incurva var. glabrescens Seub.  ,  (1885) = Dichorisandra incurva Mart. (1830)
- Dichorisandra incurva var. major C.B.Clarke  , (1881) = Dichorisandra incurva Mart. (1830)
- Dichorisandra intermedia Mart. in J.J.Roemer & J.A.Schultes, (1830) = Dichorisandra hexandra (Aubl.) Standl. (1925)
- Dichorisandra latifolia Kunth, (1843) = Dichorisandra oxypetala Hook. (1827)
- Dichorisandra leandrii Kunth, (1843) = Dichorisandra villosula Mart. (1830)
- Dichorisandra leucophthalmos var. lateralis C.B.Clarke  , 1881) = unplaced
- Dichorisandra longifolia M.Martens & Galeotti, (1842) = Thyrsanthemum floribundum  (M.Martens & Galeotti) Pichon, (1946)
- Dichorisandra longifolia Ule, (1908 publ. 1909), nom. illeg. = Dichorisandra ulei J.F.Macbr., (1931)
- Dichorisandra luschnathiana Kunth, (1843) = Dichorisandra pubescens Mart. (1830)
- Dichorisandra marginata Schltdl., (1855) = Tradescantia zanonia  (L.) Sw., (1788)
- Dichorisandra mexicana C.Presl, (1835) = Dichorisandra hexandra (Aubl.) Standl. (1925)
- Dichorisandra mollis (Raf.) Kunth, (1843) = Dichorisandra villosula Mart. (1830)
- Dichorisandra mosaica var. undata (Linden ex K.Koch) W.T.Mill. ex L.H.Bailey, (1900) = Geogenanthus poeppigii  (Miq.) Faden, (1981)
- Dichorisandra ovalifolia C.Presl, (1835) = Dichorisandra hexandra (Aubl.) Standl. (1925)
- Dichorisandra ovata Paxton, (1849), nom. illeg. = Dichorisandra gaudichaudiana Kunth (1843)
- Dichorisandra ovata Mart.  , (1830) = Dichorisandra hexandra (Aubl.) Standl. (1925)
- Dichorisandra pubescens var. luschnathiana (Kunth) C.B.Clarke ,  (1881) = Dichorisandra pubescens Mart. (1830)
- Dichorisandra scandens Gardner ex C.B.Clarke  ,  (1881) = Dichorisandra hexandra (Aubl.) Standl. (1925)
- Dichorisandra schomburgkiana Klotzsch  ,  (1841) = Dichorisandra hexandra (Aubl.) Standl. (1925)
- Dichorisandra siebertii L.H.Bailey, (1914) = Dichorisandra hexandra (Aubl.) Standl. (1925)
- Dichorisandra tejucensis Mart.  ,  (1830) = Dichorisandra villosula Mart. (1830)
- Dichorisandra thysiana L.Linden, (1900) = Palisota ambigua  (P.Beauv.) C.B.Clarke  , (1881)
- Dichorisandra undata  Linden ex K.Koch, (1866) = Geogenanthus poeppigii  (Miq.) Faden, (1981)
- Dichorisandra villosula var. evolutior  C.B.Clarke  , (1881) = Unplaced Name
- Dichorisandra villosula var. tejucensis (Mart.) C.B.Clarke  , (1881) = Dichorisandra villosula Mart. (1830)
- Dichorisandra warszewicziana (Kunth & C.D.Bouché) Planch., (1858) = Callisia warszewicziana  (Kunth & C.D.Bouché) D.R.Hunt, (1983)